# Frédéric Lachèvre
Pour les articles homonymes, voir Lachèvre.

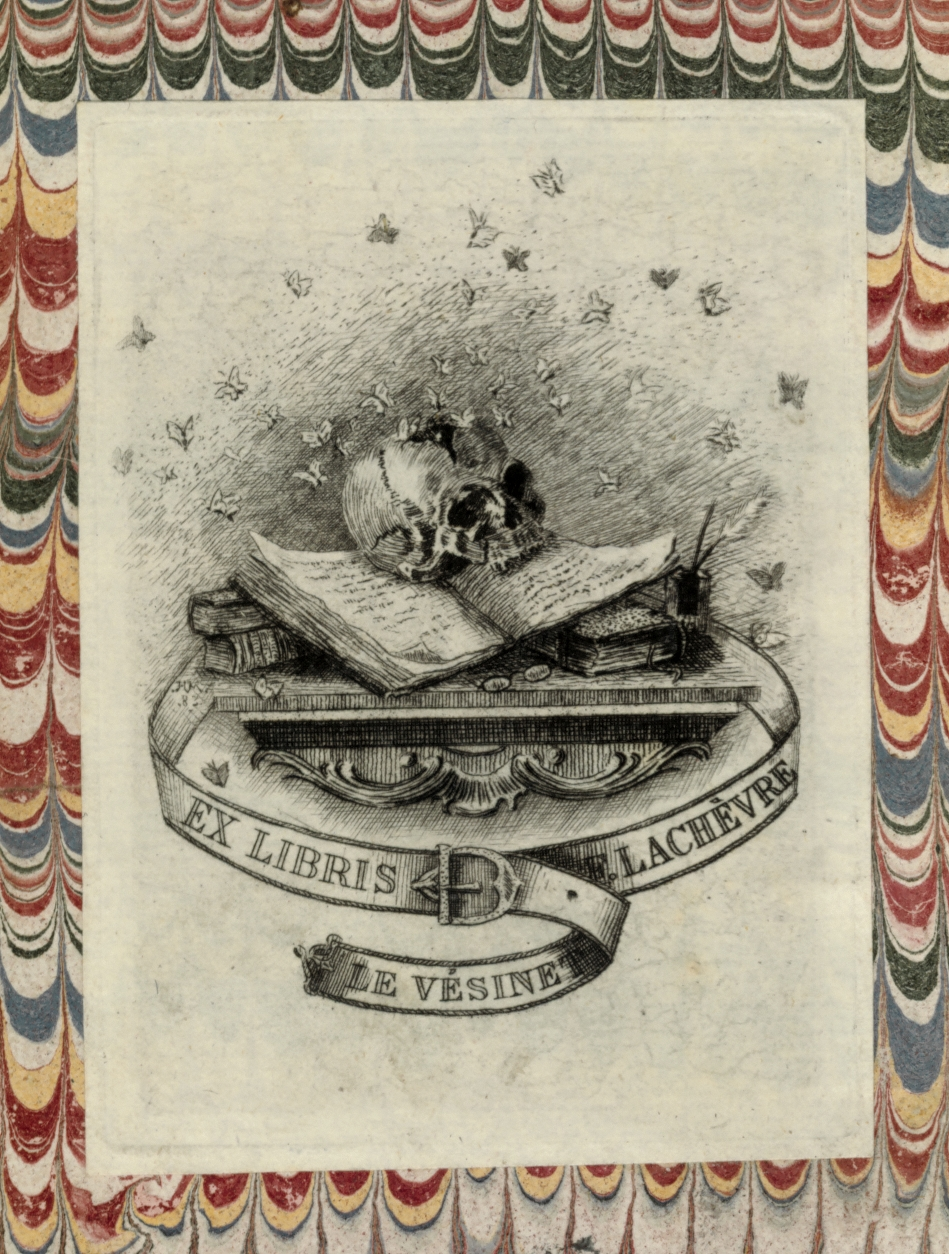

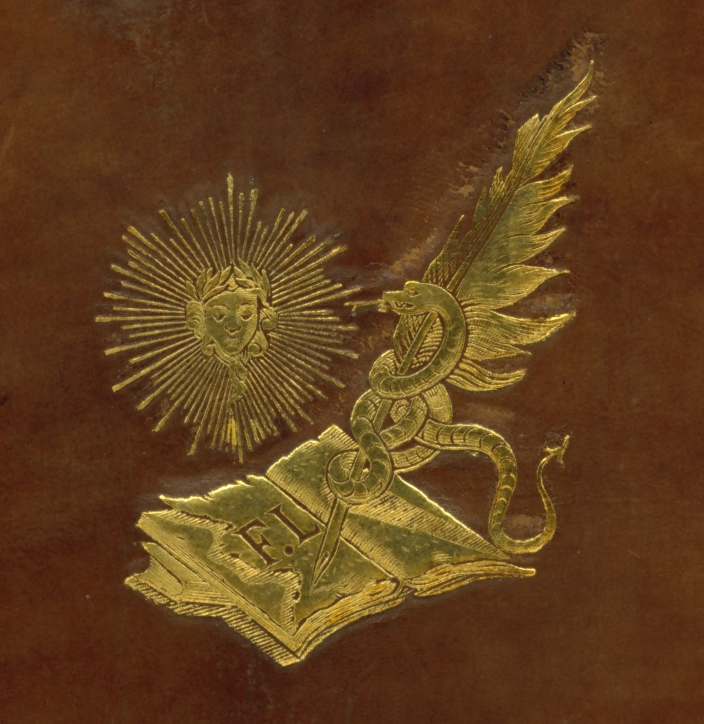

Frédéric Lachèvre, né le 24 janvier 1855 à Paris et mort le 24 octobre 1943 à Caen, est un bibliographe, érudit et critique littéraire français spécialiste du libertinage au XVIIe siècle.

## Biographie
Parisien de vieille souche normande, Frédéric Lachèvre est un bibliophile qui a été amené par sa passion des livres à s’intéresser aux oubliés et aux négligés du règne de Louis XIII au XVIIe siècle dont il est devenu l’historien.
Après un début de carrière au Crédit lyonnais, il est nommé directeur de la Compagnie nouvelle du chemin de fer d'Arles à Saint-Louis-du-Rhône, mais se retire des affaires à 45 ans pour se consacrer entièrement à sa passion pour les lettres. Lachèvre est venu à l’érudition par Saint-Amant, lorsqu’un avocat de Montauban, qui préparait un ouvrage sur ce précurseur des romantiques, lui a confié son manuscrit, en 1898. Pour améliorer l'ouvrage, intéressant mais imparfait, Lachèvre a étudié non seulement Saint-Amant, mais tous les poètes plus ou moins bachiques et libertins du temps, parcourant les « enfers » des bibliothèques, poursuivait scrupuleusement ses recherches pour découvrir et éditer, entre autres, Angot de l'Éperonnière, Courval-Sonnet, Cyrano de Bergerac, Corneille-Blessebois, Claude Le Petit, Vallée Des Barreaux, Théophile de Viau, Estienne Durand, Boileau, Gabriel de Foigny, Jean Dehénault, Claude de Chauvigny de Blot, Étienne Martin de Pinchesne, Hercule de Lacger (d) , Roger de Collerye, Saint-Pavin, Héliette de Vivonne (d) , Isaac Du Ryer, Claude de Chaulne (d) , Ch. de Besançon, Condé, Hotman[Lequel ?], Carpentier de Marigny, Patris, le Chevalier de Rivière, qui ont fondé sa réputation de bibliographe érudit. Il demeure l’un des tout premiers à avoir vraiment compris la nature de Saint-Amant.
Pierre Louÿs, passionné comme Lachèvre, d’érudition, possédait dans sa copieuse bibliothèque un florilège unique de poètes satiriques et libertins du XVIIe siècle commençant. Ayant voulu établir, dès 1907, une complète bibliographie de ces vieux auteurs alors peu connus, il a renoncé vers 1911, à cette tâche trop absorbante, et généreusement offert toute la documentation qu'il possédait à cet érudit, qui a achevé le travail commencé, inaugurant, entre ces deux écrivains, une collaboration féconde qui a duré une dizaine d’années.
Outre l’édition de recueils de poésies des XVIe et XVIIe siècles et de bibliographies, il est également l’auteur d’une volumineuse étude sur le libertinage du XVIIe siècle appréciée de l’Église, mais dont l'idéologie volontiers droitière et fermée à l'esprit des Lumières présidant à son élaboration a été dénoncée par des universitaires comme Georges Mongrédien,.

## Publications
- Bibliographie des recueils collectifs de poésies publiés de 1597 à 1700, 4 vol., Paris, H. Leclerc, 1901-1905.
- Voltaire mourant, enquête faite en 1778 sur les circonstances de sa dernière maladie publiée sur le manuscrit inédit et annotée : suivi de Le catéchisme des libertins du XVIIe siècle, Les quatrains du déiste ou l'anti-bigot, Paris, Honoré Champion, 1908, 260 p. (lire en ligne).
- Les Recueils collectifs de poésies libres et satiriques publiés depuis 1600 jusqu'à la mort de Théophile (1626), Paris, Champion, 1914.
- Le Procès du Poète Théophile de Viau, 2 vol., 1909-1911 - Genève, Slatkine Reprints, 1968. Prix Saintour de l’Académie française 1910
- Les Œuvres libertines de Cyrano de Bergerac, 2 volumes, 1921. Prix Saintour de l’Académie française 1922
- Bibliographie des recueils collectifs de poésies du XVIe siècle, Paris, Champion, 1922.
- Bibliographie sommaire de l'Almanach des muses (1765-1833), Paris, Giraud-Badin, 1928.
- Claude Le Petit et la Muse de la cour, Paris, Champion, 1922.
- Geoffroy Vallée (brûlé le 9 février 1574) et La béatitude des Chrestiens : l’ancêtre des libertins du XVIIe siècle, Paris, Champion, 1920.
- Glanes bibliographiques et littéraires, Paris, L. Giraud-Badin, 1929.
- La Querelle des anciens et des modernes, Paris, Leclerc, 1912.
- Le Casanova du XVIIe siècle. Pierre Corneille Blessebois, Normand (1646?-1700?), Paris, Champion, 1927.
- Les Derniers Libertins, Genève, Slatkine Reprints, 1968.
- Un point obscur de la vie de Scarron : Scarron et sa Gazette burlesque, Paris, Giraud-Badin, 1929.